# 西恩德努尔
西恩德努尔（Sindhnur），是印度卡纳塔克邦Raichur县的一个城镇。总人口61292（2001年）。

## 人口
该地2001年总人口61292人，其中男性31376人，女性29916人；0—6岁人口9341人，其中男4764人，女4577人；识字率53.67%，其中男性为62.70%，女性为44.20%。